# NHKデジタル衛星ハイビジョン
NHKデジタル衛星ハイビジョン（エヌエイチケイ デジタルえいせいハイビジョン）は、日本放送協会（NHK）が2011年（平成23年）3月31日まで放送していたBSデジタル放送向けのテレビ放送局である。
略称は「BShi」（ビーエスハイ、あるいはBSハイビジョンとも）で、テレビなどの受信機表示アイコンには「NHK h」という名称を使用していた。リモコンキーIDは「3」だった。
1991年（平成3年）11月25日から2000年（平成12年）11月30日まで「社団法人ハイビジョン推進協会」がBSアナログ放送の9chで行っていたハイビジョン試験放送の後身に当たり、旧NHK-BSにおけるメインサービス（代表サービス）に位置付けられていた。

## 概要
高精細なデジタル放送技術とハイビジョンの特性を生かすことを目的に、2000年12月1日より本放送を開始。当初からフルスペック（画素数1920×1080ピクセル）によるハイビジョン放送を行っていた。
スポーツ中継や教養・ドキュメンタリー番組を中心に、データ放送を用いた双方向対応番組や、5.1chサラウンドによる高音質の映画・音楽番組も放映されていた。
総合テレビや教育テレビの番組の同時及び時差放送も行っていたが、地上デジタル放送の開始や編成の見直しにより次第に番組数は減った。
原則として全ての番組がハイビジョン放送だが、オリンピックやFIFAワールドカップといった全世界共通の映像を使用する番組や、BS1と同時放送を行う際の『BSニュース』は例外的に画面比4:3・標準画質をアップコンバートされたものが放送されていた。
ハイビジョン試験放送に割り当てられていたBSアナログ放送の9chでもMUSE方式での放送を行っていたが、2006年3月15日開催の電波監理審議会で、後述のBS新局の開局（2007年12月1日）で、新局にBS-9ch（物理）の領域が割り当てられることが決まり、その移行準備と試験放送を行う都合もあるため、2007年9月30日25時（10月1日1時）に終了した。
アナログ放送の終了後、BS-9ch（物理）の周波数はスター・チャンネル、BS11（日本BS放送）、TwellVの3チャンネルに割り当てられた。これに伴い、従来スター・チャンネルと日本BS放送に割り当てられていた合計8スロットはNHKが使用することになり、そのうち2スロットをBShiの高画質化とデータ放送の内容拡充に、残りの6スロットはBS1とBS2の高画質化に充てられた。スロットの変更は2007年11月26日1時の放送終了後に行われた。

### アナログハイビジョン終了へ向けた準備作業
アナログハイビジョンの終了に寄せて、NHKでは2006年4月3日の放送開始（この日より午前5時開始から翌日午前2時終了の21時間放送となる）から、チャンネルロゴ表示「BShi」の下に「アナログ」の文字を小さく添えることで、アナログ放送であることを強調する表示を開始した。
また同じ日からまず1日3回程度、特定番組の冒頭部分に「このチャンネルは2007年9月30日に放送を終了します。引き続きデジタル放送でご覧ください。（問い合わせ電話番号。詳細略）」との告知字幕を表示するようにし、これを2007年6月4日から特定の1番組（当初は1時間→6月18日から2時間）で常時表示、更に8月27日からは毎日午前9時から午後9時までは常時表示とし、9月1日からは休止時間を含む24時間常時表示となった。
同時に2007年2月から、1分間のアナログハイビジョン放送終了告知スポット（桜井洋子）を放送。地上波のNHK総合テレビジョンでも2007年8月26日に放送された「デジタル放送なんでも相談室」で、このアナログハイビジョン終了についての説明を行った。2007年9月30日付の放送が終了した10月1日午前1時より、前述の放送終了告知スポットを放送。その後ブルーバック字幕での告知が1か月送出され、2007年10月31日24時（11月1日0時）をもって完全停波となった。

### 終了後の動向
さらにNHKは政府の求めに応じる形で衛星波の削減を計画。この中でデジタル衛星ハイビジョンを2011年頃に廃止し、「デジタルBS1」と「デジタルBS2」をハイビジョン化する方向で検討を進めてきた。一方政府部内などには、NHKの衛星チャンネル数を1つにするべきだという意見もあった。
総務省は2008年2月末、「NHKの衛星放送の保有チャンネル数のあり方に関する研究会」の議論（東洋大学教授松原聡の項目も参照）を受けてNHKの衛星波を2011年以降2チャンネルとする方針を固め同年10月14日に決まった2009年度から3か年のNHK経営計画でテレビの完全デジタル化に合わせ廃止されることが盛り込まれた。このため2010年度を「現在のハイビジョン専用チャンネルとしての最終年度」と位置づけ、BS2との連動で文化・芸術・エンターテインメント・人物・自然・紀行といった諸番組で新たな映像技術や演出手法を取り入れた斬新な番組編成を展開しNHK番組たまごなどに代表される実験的な番組編成の強化も図って、前身のアナログハイビジョン試験放送から数えて20年に渡ったハイビジョン専用チャンネルの幕を引くことにした。またそれまでBS1などと連動して放送したオリンピックの中継もバンクーバーオリンピックでは実施せず、BS1（標準画質）と総合テレビ（ハイビジョン画質）のみで放送されることとなった。
当初は地上波のアナログ放送廃止と同時の2011年7月24日までにハイビジョン専門チャンネルでの放送を廃止する方針だったが、衛星放送の完全デジタル化を周知徹底させる方針から2011年3月31日24時（4月1日0時）の放送終了をもってハイビジョン専門チャンネルでの放送を廃止。総務省による手続きを経て2010年12月9日にその後の方針が決定。BS2も廃止され、地上波難視聴対策の役目をセーフティネット放送に移した上で教養・文化主体の新しいハイビジョンチャンネル「NHK BSプレミアム」に再編されることとなった。2011年4月以降、BShiに割り当てられていた103chはBSプレミアムへ引き継がれ、BS2の102chはBS1の臨時チャンネルとなった。また、103chを引き継いだBSプレミアムは開局当初から24時間放送を実施するため、2006年3月の24時間放送廃止以来実質5年ぶりの24時間放送「再開」にもなった。
なお、EPG（電子番組表）では、2011年3月25日0時から3月31日24時（4月1日0時）までは現状の3チャンネル体制での表示を維持しつつ、4月1日以後のBSプレミアムの番組表の掲載を開始。4月1日午前4時からは新しいBS1（101ch）・BSプレミアム（103ch）の番組表を掲載し、BS2（102ch）の番組表のデータは削除された。

## 沿革
- 1989年6月3日 - BS2で1時間の実験放送を開始。原則として14:00-15:00に放送（大相撲期間中は17:00-18:00）。
  - これとは別に毎週日曜深夜（月曜未明）の原則として午前1:00-5:00にも「技術実験時間」としてハイビジョンの実験放送のほか、データ放送・ファクシミリ放送といった放送を利用したマルチメディアの実験が行われ一般向け放送を休止していた。
- 1991年11月25日 - ハイビジョン試験放送開始。
  - 事実上、世界初のハイビジョン専門のテレビ局であった。
  - BS-9ch（アナログ）が割り当てられ、試験放送を当初1日7 - 8時間（日中中心）で開始。その後段階を追って放送時間を拡大していく（当時コールサインはハイビジョン普及協会に対しての割り当てとしてJO2C-BS-TVが用意された）。これに伴いBS2での実験放送が終了し、完全24時間放送（食の時期と、日曜日深夜 - 月曜未明は除く）へ移行した。
- 1994年11月25日 - 実用化試験放送に移行。
  - NHKと民放各局が曜日・時間帯を振分けて放送するようになる（なお周波数の割り当ては従来どおりハイビジョン推進協会に当てられている）。
  - NHK（呼出符号：JO341-BS-HDTV→1997年8月1日からJO241-BS-HDTV）は全曜日に対応で毎週水曜日（夏の高校野球期間中を除く）のみ全放送時間を、それ以外の曜日は1日につき5-6時間程度放送していた。

※以上ここまでの経緯についてはハイビジョン試験放送も参照。
- 2000年
  - 9月10日 - デジタル衛星ハイビジョンの試験放送開始[4]。
  - 12月1日 - デジタル衛星ハイビジョンの本放送開始[5][6][7][8]。

衛星のスロット数22で放送を行う。
放送開始当初の名称は「NHKデジタルハイビジョン」だったが2003年12月1日に開始された地上デジタルテレビジョン放送でもハイビジョン放送が行われることから、区別を付けるために放送終了まで使われた「NHKデジタル衛星ハイビジョン」という名称に変わった。
従来の実用化試験放送はNHK所属の放送衛星局「NHKハイビジョン放送」（呼出符号：JO24-BS-HDTV）に移行され、デジタル衛星ハイビジョンと同内容の放送を行うことになった。放送開始当日の7:00 - 11:00は実用化試験放送の番組編成で放送された。これと、民放各局も関連会社を通じて独自のBSデジタル放送を一斉に開局したことに伴い、BS-9chの民放各局製作の放送はこの前日の2000年11月30日（当日の担当はWOWOW）をもって終了[注 9]した。
なおデジタル放送は受託放送事業者の株式会社放送衛星システムが一括して管理・コールサインを保有している関係からNHKは委託放送事業者として放送を行っているため、NHK単体でのコールサインはない。これは将来的なBS衛星放送の完全デジタル化を目指し、それへの移行を円滑に進めるための放送と位置づけている[1]。
NHKデジタル衛星ハイビジョンは本放送開始当初からWOWOWのBSデジタルハイビジョン、BSジャパン（現・BSテレ東）と共にフルスペック（画素数1920×1080）によるハイビジョン放送を行っている。
- 2005年10月 - チャンネルロゴ表示の「BS hi」の大きさを変更。従来より小さいものになる。
- 2006年4月 - 相次ぐ不祥事による受信料収入の減少を受け、24時間放送を中止。
  - ただし年に2〜3回行われる衛星放送機器メンテナンスの実施日（当該日の深夜から未明）を除き停波は行わないので、データ放送とEPGは従来どおり24時間利用可能とした。
  - 重大事件・事故・災害が発生した場合、オリンピック・サッカーワールドカップの深夜中継実施時などは24時間放送または休止時間を最小45分（これまで最短の休止時間は15分）まで短縮する場合がある。
  - 2007年のアナログ放送終了に備えて、視聴者が自分でアナログ放送かどうかを識別できるようアナログ放送の透かしの「BS hi」の下に「アナログ」の透かし文字を追加（デジタル放送は変更なし）。これはアナログ放送のBS1、BS2でも2008年5月1日より同様の形式で表示されているほか、地上波の総合テレビ・教育テレビの各アナログ放送でも2011年7月24日のアナログ放送終了に備えて2008年7月24日以降同様の形式となる。
- 2007年
  - 1月1日 - 地上波デジタル放送が全国で開始されたことや衛星放送全体の編成見直しによりそれまで放送されていた総合テレビの定時ニュース番組が全て姿を消し、BS2に1本化。
    - 衆議院・参議院・統一地方選挙の選挙開票速報についても放送されなくなった（総合テレビとBS1に集約）。
    - ただし、災害・地震・津波などの緊急報道がある場合はこれまでどおり放送される。
    - 「NHKニュース速報」・緊急地震速報のテロップ表示も地震情報と同様、これまでどおり行われている。

  - また同時・時差放送されている総合テレビ・教育テレビの番組の一部についても2007年1月から4月にかけてBShiでの放送を打ち切り、BS2に集約された。大相撲中継も2007年3月春場所を以って当チャンネルでの生放送は廃止され深夜の大相撲・幕内の全取組のみの放送となったが、こちらも2010年3月春場所を以って終了した。
    - 一方、総合テレビより30分先行で放送している『連続テレビ小説』は今まで通り放送するほか新たに『土曜ドラマ』の先行放送（総合テレビより原則として3時間先行）が開始された。
    - 『ハイビジョン特集』では毎月1つのテーマを制定し、それに沿ったテーマの番組を放送する。

  - 9月30日 - 10月1日1時をもって、アナログのハイビジョン放送を終了。最終番組は「BS先取り情報」（24:55-25:00）。なお番組宣伝以外では「世界音楽紀行」（24:00-24:50）が実質最後だった。
    - 放送終了を知らせるブルーバック画面に切り替わった。上記事項を知らせるため、アナログ放送では1分間の放送終了予告が放送された（NHKオンラインのサイト（リンク先の左側のページバー「放送終了へ向けたお知らせ・スポット」のアイコンを参照）[1]でも見ることができた）。

  - 10月31日 - 24時をもってアナログ放送を完全停波。
    - 1991年11月25日の試験放送開始以来続いていたBS-9chによるアナログハイビジョン放送は16年の歴史に終止符を打った[9]。

  - 11月26日 - デジタルハイビジョン放送での衛星で使うスロット数が24に増加。
    - 同時映像用MPEG2エンコーダを最新の物に更新した模様で、以上の相乗効果により画質が大幅に改善される。

  - 12月 - 「○○と過ごすハイビジョンの1日」と題して18時から深夜の放送終了までの間、各界著名人4人を「1日編集長」として招き各人がお気に入りとするBSハイビジョンの番組を集中放送した。
    - 12月16日 - 五木寛之（作家。この日だけ12時から）
    - 12月21日 - 千住真理子（ヴァイオリニスト）
    - 12月22日 - 小谷実可子（シンクロナイスドスイミング五輪代表。スポーツ解説者）
    - 12月23日 - 毛利衛（宇宙飛行士。日本科学未来館館長）
- 2010年12月 - BSデジタル放送の本放送開始10周年を記念し、また現行のデジタルハイビジョン放送終了に当たり、これまでの衛星放送の番組の中から特に反響の大きかった作品・国際番組賞などを受賞した作品を集中的にアンコールする「BSベスト・オブ・ベスト」が放送される。
- 2011年3月11日 - 東日本大震災のため、発生直後より3月14日午前4:30まで、断続的に総合テレビジョンの震災報道特別番組を同時生放送し、予定番組を大幅に休止した。
  - 3月14日4:30以後通常の放送を再開しているが、BS2が教育テレビの震災放送（一部児童向け一般番組含む）を同時放送していたため、BS2で放送できなかった一部の番組の振り替えを実施した。
  - このため、「連続テレビ小説・てっぱん」は、総合・BS2を含め休止となった3月12日放送予定分を3月14日に振り替えて、当日は2本分を放送、3月14-19日の6回分は朝の放送に加え臨時処置として夕方にも再放送を実施した。3月19日から総合・BS2では放送を開始したが、BShiはBSプレミアムへの移行準備のため、当初予定の3月26日までで全放送日程を終了し、実質1週先行となった。
  - また「おひさま」は、BS2では放送せず、3月28日からBSプレミアム開局までの4回分はBShiで放送する予定にしていたが、放送が4月4日開始に1週順延されたため、BShiでも放送されなかった。
- 2011年3月31日 - 現体制におけるNHK衛星放送の番組終了（24時で終了）。
  - 実質的な最終番組は「ダメージ3」（外国テレビドラマ）[10]。23:57-24:00の終了までは「NHKプレマップ」が放送された[11]。
  - これに伴い現・BS1は「NHK BS1」、BS2は「NHK BS1 102ch[注 10]」、BShiは「NHK BSプレミアム」に正式チャンネル名を変更して4月1日6時の放送開始よりハイビジョン放送[注 11]へ移行するため、NHKデジタル衛星ハイビジョンの放送が完全終了して事実上世界初のハイビジョン専門の実用放送として開局した「ハイビジョン試験放送」時代から20年続いた歴史に終止符を打つ。103（ID：3）・104chはBSプレミアムにそのまま引き継がれ、独立データ放送の700・701・707chは新BS1に引き継がれた。

1991年 - 1994年までのロゴ
1994年のロゴ
1995年 - 2000年までのロゴ

## チャンネル内訳

### デジタル放送
放送事業者名は「NHK」。
テレビ放送
- 論理チャンネル枠：10x
  - BS103ch（通常放送）
  - BS104・105ch（臨時放送）
- リモコンキーID：3

103chのチャンネル名は「NHK h」。
104・105chも臨時放送用にNHK マルチとして割り当てられ(受信機向けの局名表記はそれぞれ「NHK マルチ1」「NHK マルチ2」、105chはBShiの終了をもって廃止）、104chはマルチ放送用のサブチャンネルとして利用されたことがあった。
データ放送も行われており、気象情報やニュース、生活情報などが提供された。なお、BS1・BS2では気象情報のみが掲載されており、「詳しいデータ放送は3ch NHK-hiでどうぞ」という案内文が表示されていた。
双方向番組に参加する際は、事前に「かんたん登録」で名前（1人分のみ）・住所・電話番号を受信機に登録する必要がある（受信機が共通であれば、総合テレビ・教育テレビのデータ放送から登録しても参加可能）。なお、「かんたん登録」はデータ放送の大幅なリニューアルに伴い2011年3月31日をもって終了した。
また、リモコンの青ボタンを2秒以上押し続けることで、受信機に挿入されているB-CASカードの番号を表示させることができる（BS1・BS2からも可能）。
なお、104chではデータ放送を見ることができない（dボタンを押した場合「データ放送は103chでご覧ください」と表示される）。
独立データ放送
- 論理チャンネル枠：70x
  - BS700・701・707・708ch

受信機向けの局名表記はそれぞれ「NHK データ1」「NHK データ2」「707チャンネル」「708チャンネル」。
700chが気象情報、701chがニュース、707chがB-CASヘルプチャンネル（700ch・701chは、テレビ放送と同時に視聴できる）。BShi終了後は、新BS1に移行された。
708chは当初B-CASカードのコピー制御システム対応確認のチャンネルとして用いられていたが、後に使用されなくなった。チャンネル自体も、BShiの終了をもって廃止された。

### アナログ放送
- BS-9ch

2007年9月30日放送終了、同年10月31日停波。
2007年12月以降はデジタル放送で使用中。

## 放送形態
本放送開始以来、毎日5時を基点とする24時間放送を行ってきたが、受信料の収入減少による経費削減を理由に、2006年4月2日をもって24時間放送を一旦終了。翌日（4月3日）からは5時開始・翌日2時（日曜のみ1時）終了の21時間放送（日曜は20時間放送）を基本とし、深夜の時間帯は災害・地震などの緊急報道や特別編成が行われる場合を除き放送休止となった（日により変動あり）。

### 放送時間の遍歴
24時以後は実際の日付では翌日にあたる。
| 年度                       | 放送開始 | 放送終了            | 備考                                                                             |
| -------------------------- | -------- | ------------------- | -------------------------------------------------------------------------------- |
| 2000年12月1日-2006年4月2日 | 基本5:00 | （終夜放送）        | 不定期で放送設備メンテナンスで放送休止となる日時があった                         |
| 2006年4月3日-2011年3月31日 | 5:00     | 平日 2:00 日曜 1:00 | 不定期で放送設備メンテナンスで放送休止繰り上げ・24時間放送が行われた日時があった |

なお、独立データ放送は放送休止中でも利用できるが、年1回の間隔で行われるメンテナンスの日はデータ放送も利用できず、グレーバックの画面となる。
ちなみに、例外的に24時間放送が行われた日は以下の通り。
- 2006年7月10日の2:00 - 5:00にかけて放送された2006FIFAワールドカップ決勝戦
- 2006年12月30日の5:00から2007年1月8日の2:20までの期間限定による年末年始の特別編成
- 2007年4月8日と9日の未明に放送されたMLB・アメリカ大リーグ「オリオールズ」対「ヤンキース」戦の中継
- 2007年6月15日の5:00から18日の1:00までの間、衛星放送全チャンネルによる「ニューヨークまるごと72時間」と題した特別編成
  - 2007年6月17日未明にはMLB・アメリカ大リーグ「メッツ」対「ヤンキース」戦の中継が行われた。
- 2007年12月31日から2008年1月1日の年跨ぎの日（教育テレビも同様）
- 2008年7月28日未明。本来は1:20で27日付け放送を終える予定だったが、大リーグ・マリナーズ対ブルージェイズでマリナーズ・イチローが3000本安打を直前にしている事から急きょ中継が入った
- 2010年12月のBSデジタル放送開始10周年を迎えた特別企画「BSベスト・オブ・ベスト」の特別編成期間（一部日程を除く）
- 2011年3月11日 - 13日、東北地方太平洋沖地震発生に伴う震災特別編成（この時はNHK全ての放送チャンネルで特別編成を行った。3月14日4:30以後は通常放送に切り替え）
- 2011年3月14日以後、当初から予定されていたドラマのアンコールなどの編成に加え、3月17日深夜までBS2の通常番組が休止になったことを受けて放送できなかった一部のBS2番組の振り替え放送を行うため、一部の日程で24時間放送を実施

### ニュース番組について
1994年11月から2000年11月までの実用化試験放送時代には『週刊ハイビジョンニュース』という番組を設けた。当時NHK記者でジャーナリストの吉村秀實らが進行を務めたもので、当時はまだハイビジョン機材が充分に備わっていなかったため、週1回その週のニュースをまとめる番組として放送された。
その後2000年12月から総合テレビの主なニュース番組の同時放送を実施。BShiの目的である「デジタル方式の放送へ円滑に移行するための放送」および難視聴対策を兼ねてのものであり、同時に総合テレビの他の番組も実施された。地上デジタル放送の全国的な本格普及（2006年12月1日で全国の都道府県庁所在地で開局）が進んだことにより、ニュース番組の同時放送は取りやめとなり、2006年12月31日の正午のニュースをもって終了。緊急を要する場合（地震・テロなど。大地震や津波を伴う場合は衛星全波を含む総合放送のテレビ・ラジオ全チャンネル共通編成になる）を除きBShiの報道番組は姿を消す。最後の同時放送は東北地方太平洋沖地震に伴うもので、全波同時だった。